# Saklıkent (Tlos)
Saklıkent, auch Saklı Kent (türkisch für ‚verborgene Stadt‘), ist ein Touristenort in der Nähe von Tlos in der Türkei.  
In der Nähe der antiken Stadt Tlos (bei Fethiye) bricht ein Nebenfluss des Eşen Çayı, der auch Xanthos oder Kocaçay genannt wird, aus dem felsigen Hochland in einer bis zu 300 m hohen Klamm in das Tiefland durch.
Die Klamm wird kommerziell genutzt. Gegen ein Eintrittsgeld kann man die ersten 200 m auf in den Felsenwänden montierten Stegen begehen. Dort ist dann ein kleines Restaurant gebaut worden, von wo aus man mit oder ohne Führer weiter in die Klamm waten kann.
Am Restaurant sind mehrere Quelltöpfe, die große Mengen Wasser ausschütten. 
Im Gebiet gibt es einige Pensionen (auch Baumhotels) und Restaurationen. Nach Fethiye gibt es einen Linienbusverkehr mit Dolmuş und Kleinbussen.

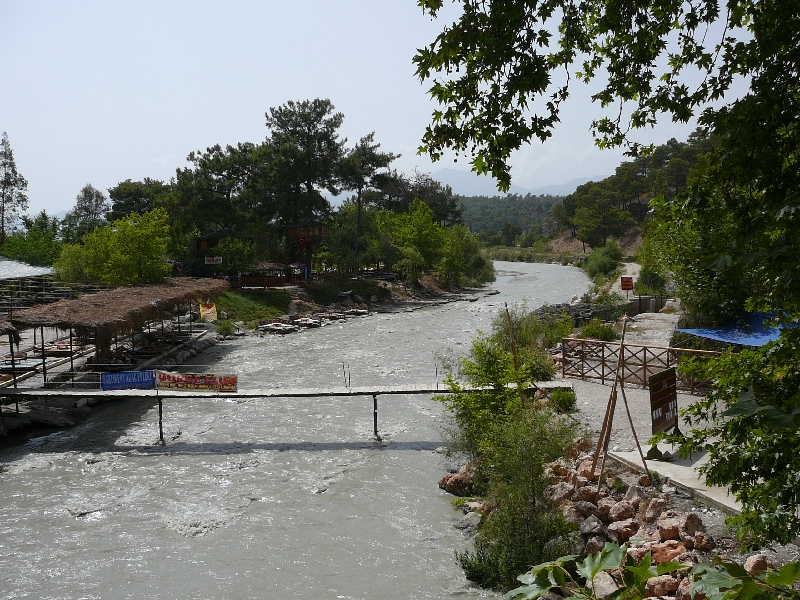

Koordinaten: 36° 28′ 24,4″ N, 29° 24′ 12,3″ O